# ストラヒニャ・ストイコヴィッチ
ストラヒニャ・ストイコヴィッチ（セルビア語: Страхиња Стојковић, ラテン文字転写: Strahinja Stojković、2007年3月8日 - ）は、セルビアのサッカー選手。ポジションはディフェンダー。

## 経歴

### レッドスター・ベオグラード
2025年1月3日、レッドスター・ベオグラードU-19からトップチームに昇格した。
2025年1月8日、NSムラ戦に出場し親善試合ながらトップチームデビューを果たした。
2025年3月2日のセルビア・スーペルリーガ、FK IMT戦に出場しトップチームデビューを果たした。
2025年3月10日、レッドスターとの契約を2029年まで延長した。

### サンテティエンヌ
2025年8月8日、ASサンテティエンヌと4年契約を締結した。